# Umbilia oriettae
Umbilia oriettae is een slakkensoort uit de familie van de Cypraeidae. De wetenschappelijke naam van de soort is voor het eerst geldig gepubliceerd in 2005 door Lorenz & Massiglia.